# Nikaho (Akita)
Nikaho (japonsky:にかほ市) je město v prefektuře Akita v Japonsku. Z údajů z března 2018 zde žije necelých 30 tisíc obyvatel.

## Průmysl
Městská ekonomika je závislá především na komerčním rybolovu a na zemědělství. Má zde pobočku výrobce elektroniky TDK.

## Partnerská města
- Anacortes, Washington, Spojené státy americké
- Ču-ťi, Šao-sing, Čína (23. říjen 2008)
- Shawnee, Oklahoma, Spojené státy americké